# Avonbridge
Avonbridge är en ort i Storbritannien.   Den ligger i kommunen Falkirk och riksdelen Skottland, i den centrala delen av landet, 500 km nordväst om huvudstaden London. Avonbridge ligger 141 meter över havet och antalet invånare är 560.
Terrängen runt Avonbridge är platt söderut, men norrut är den kuperad. Runt Avonbridge är det tätbefolkat, med 343 invånare per kvadratkilometer. Närmaste större samhälle är Livingston, 14,3 km öster om Avonbridge. Trakten runt Avonbridge består i huvudsak av gräsmarker.